# Molí de Mas Arós
El Molí de Mas Arós és una obra de Sant Martí de Llémena (Gironès) inclosa a l'Inventari del Patrimoni Arquitectònic de Catalunya. Al costat hi ha una passera que està igualment inventariada.

## Descripció
Edifici de diferents cossos afegits de diferents èpoques i situats segons el desnivell del terreny. S'hi accedeix per dos camins, deixant el vèrtex central que formen la situació de les pallisses. Entre elles i l'edifici es forma un carreró de pedra que puja en ziga-zaga i que comunica el molí, a la part inferior, amb l'entrada de la casa, a la part superior. En total, l'edifici té quatre plantes, però els tres cossos són de planta baixa i pis. La porta té llinda plana i amb una inscripció il·legible. I està aixoplugada per un porxo d'arc de mig punt. El molí, a la part inferior, és de planta baixa i un pis i té finestres de llinda plana i datades. La porta està datada: 1572. A la part posterior hi ha una finestra datada: 167_. Segons llindes: primer nucli, al 1572 i una possible ampliació el 167_.

## Passera
Al costat hi ha una passera que de manera singular també està inclosa a l'Inventari del Patrimoni Arquitectònic de Catalunya. És una ppassera de fusta suportada per puntals de fusta i pilars de diferent forma (de reierencs i apilonats amorterats). El pas és de troncs de fusta lligats entre si, i canviables segons les avingudes del riu. L'accés pel costat del molí es produeix per massís de formigó que l'ancora a la riba.